# Riley Sheahan
Riley Michael Sheahan, född 7 december 1991 i St. Catharines, är en kanadensisk professionell ishockeyspelare som spelar för Florida Panthers i NHL.
Han har tidigare spelat på NHL-nivå för Pittsburgh Penguins och Detroit Red Wings och på lägre nivåer för Grand Rapids Griffins i AHL, Notre Dame Fighting Irish i CCHA och St. Catharines Falcons i GOJHL.

## Spelarkarriär

### NHL

#### Detroit Red Wings
Han draftades i första rundan i 2010 års draft av Detroit Red Wings som 21:a spelare totalt.

#### Pittsburgh Penguins
21 oktober 2017 tradeades han till Pittsburgh Penguins i utbyte mot Scott Wilson och ett tredje val i draften 2018.

#### Florida Panthers
Den 1 februari 2019 tradades han till Florida Panthers tillsammans med Derick Brassard, ett draftval i andra rundan 2019 och två draftval i fjärde rundan samma år, i utbyte mot Jared McCann och Nick Bjugstad.